# Плаксин, Михаил Николаевич
Михаил Николаевич Плаксин (1913—2007) — главный зоотехник колхоза «Новый путь» Гаврилов-Ямского района Ярославской области. Герой Социалистического Труда.

## Биография
Михаил Плаксин родился 28 сентября 1913 года в селе Большое Подвязново, ныне в составе села Подвязновский Ивановского района Ивановской области в рабочей семье. Русский. Закончил местную сельскую школу.
Трудовую жизнь начал пахарем огородного хозяйства в городе Кохма. Затем работал на меланжевом комбинате в Иваново. С 1934 года учился на рабфаке Пошехонье-Володарского сельскохозяйственного техникума, а с 1937 года на зоотехническом факультете Ивановского сельскохозяйственного института.
В августе 1941 года призван в Красную Армию. Окончил краткосрочные курсы комсостава. Воевал в артиллерии командиром орудия, огневого взвода. Участвовал в обороне Кавказа, освобождении Украины. В ноябре 1945 года был демобилизован в звании старшего лейтенанта.
В июле 1946 года окончил институт как «зоотехник высшей квалификации». Направлен главой зоотехнической службы районного земельного отдела в Гаврилов-Ямский район Ярославской области.
С мая 1950 года до 1978 года главный зоотехник сельхозартели «Новый путь» того же района. Следуя опыту колхоза «Горшиха» Ярославской области, организовал закупку и разведении племенных коров и быков; наладил племенной учёт, отбор молодняка, соблюдение зоотехнических правил. За десятилетие поголовье дойных коров удвоилось, надои выросли почти в 2,5 раза. В 1965 году надои приближались к 3000 кг, а в 1970 году — превысили 3600 кг. В VIII пятилетке всё молочное стадо колхоза в 600 коров было признано «классным», в том числе 60 коров — соответствующие классам «элита» и «элита-рекорд». Животноводческий комплекс в селе Плещеево стал племзаводом. Колхоз продавал до 100 голов классного молодняка в год.
В 1966 году Плаксину присвоено звание «Заслуженный зоотехник РСФСР». По итогам VIII пятилетки колхоз награждён орденом Трудового Красного Знамени. Указом Президиума Верховного Совета СССР от 8 апреля 1971 года за выдающиеся успехи, достигнутые в развитии сельскохозяйственного производства и выполнении пятилетнего плана продажи государству продуктов земледелия и животноводства Михаилу Николаевичу присвоено звание Героя Социалистического Труда с вручением ордена Ленина и золотой медали «Серп и Молот». Также Плаксин награждён орденом Трудового Красного Знамени и медалями.
Жил Плаксин в деревне Нарядово. В 1987 году переехал в Гаврилов-Ям. Скончался 3 июля 2007 года. Похоронен на городском кладбище.